# Takeshi Kitano
Takeshi Kitano (北野 武 Kitano Takeshi?,  Adachi, Tokio, 18 de enero de 1947), también conocido bajo su nombre artístico de Beat Takeshi (ビートたけし Bīto Takeshi?), es un comediante, actor, presentador, director de cine y escritor japonés. Conocido en su país principalmente como personaje televisivo, como creador y presentador de Fūun! Takeshi Jō (風雲!たけし城 denominado en España Humor Amarillo), y miembro del dúo cómico The Two Beat, junto con Kiyoshi Kaneko, es su faceta cinematográfica, la que lo ha hecho conocido internacionalmente. Su trabajo para la gran pantalla ha recibido el apoyo de la crítica, tanto en Japón como a nivel internacional, y es considerado junto con Takashi Miike un renovador del cine japonés contemporáneo.
Como actor se dio a conocer internacionalmente al encarnar al sargento Hara en Merry Christmas Mr. Lawrence (1983), dirigida por Nagisa Ōshima y protagonizada por David Bowie y Ryūichi Sakamoto. Algunos de sus trabajos más elogiados como cineasta han sido Hana-Bi (Flores de fuego, 1997) y Dolls (2002). También ha interpretado y dirigido, entre otras, El verano de Kikujiro (1999), Brother (2000), Zatōichi (2003) o la trilogía Outrage (2010). A lo largo de su trayectoria cinematográfica ha obtenido 49 nominaciones, como en el Festival de Cannes (1999 y 2010), y 57 galardones en ceremonias como los Premios de la Academia Japonesa de Cine (1986, 1990 y 2004), Cahiers du Cinéma (1997), Kinema Junpō (1992, 1999, 2004 y 2005) o el Festival de Venecia (1997, 2003 y 2006).

## Biografía
Oriundo de Umeshima, región de Adachi (Tokio), Takeshi Kitano nació en 1947 el seno de una familia de educación estricta ya que su madre trabajaba en una fábrica y su padre, Kikujiro, aunque trabajaba como pintor de casas, también se ganaba la vida como yakuza.

"Yo crecí en el centro de Tokio después de la Segunda Guerra Mundial, y por entonces la 'yakuza' estaba muy integrada en los barrios. Cuando era niño muchos de mis amigos eran hijos de 'yakuzas'. Hoy he perdido todo contacto con ese mundo; como digo, de lo contrario la policía me arrestaría. Pero no he olvidado todas esas historias que me contaban por entonces. De todos modos, en Japón todo el mundo sabe cómo opera la mafia."
Takeshi Kitano (El Periódico, 09-09-2017) 

Cursó estudios de ingeniería pero fue expulsado de la escuela por su comportamiento rebelde y posteriormente aprendió comedia, canto y baile con el cómico Senzaburô Fukami. Trabajando como mozo de ascensor en un cabaré, en el que se alternaban espectáculos humorísticos y bailes de estriptis, Kitano vio su oportunidad cuando un cómico cayó repentinamente enfermo y subió al escenario en su lugar. Con su amigo Kiyoshi Kaneko formó el dúo cómico The Two Beat (de donde tomó su nombre artístico Beat Takeshi) y alcanzó popularidad en la televisión japonesa desde la década de 1970.

"Quería burlarme de mis propios chistes y mejorarlos. Así que me inventé nuevas rutinas más escandalosas que las más tontas que suelo inventar. Quería ridiculizarme hasta el punto de que los espectadores dijeran: 'Este tipo está harto'. Disfruté tanto de mi autoburla que me perdí totalmente en ella".
Takeshi Kitano (Fotogramas, 18-01-2022) 

A lo largo de la década de 1980, además de sus intervenciones televisivas, la popularidad de The Two Beat se incrementó llegando a crear su propia línea de merchandising, versiones para videojuegos (que el propio Kitano desarrollaría posteriormente) o clips de dibujos animados. Una de sus cimas más altas de popularidad televisiva internacional fue la de creador y presentador de Fūun! Takeshi Jō (風雲!たけし城). En este concurso humorístico los participantes se sometían a pruebas de destreza, donde, en su mayoría, podían recibir golpes. Los concursantes, guiados por un "general" encarnado por el actor Hayato Tani, que lograban superar la prueba final (tomar el denominado "Castillo de Takeshi" defendido por unas pintorescas tropas) se repartían un premio de un millón de yenes. Este concurso de humor se denominó en España Humor Amarillo, caracterizándose por contar con unos doblajes ficticios que nada tenían que ver con la dinámica del concurso, emitiéndose con gran éxito de audiencia a principios de los años 1990 en Telecinco y, posteriormente, desde 2006 en Cuatro.

"Kitano vino a España y descubrió en la tele de una cafetería lo que hacíamos con su programa. Se quedó asombrado porque lo suyo no tenia nada que ver y la primera reacción fue enfadarse porque habíamos destrozado aquello, pero después se lo explicaron y le encantó y quiso conocernos. Él ni sabía hablar inglés ni le interesaba y nosotros japonés tampoco, así que estuvimos muy poco tiempo en contacto. Dos años después, participé en un documental para la televisión japonesa sobre un amigo japonés que es cantaor, y al hablar el realizador me reconoció y me dio un abrazo y me dijo que Kitano conservaba cintas y se las había enseñado."
Juan Herrera (doblador de Humor Amarillo, Vice, 22-05-2015) 

Su primer papel como actor dramático tuvo lugar en Merry Christmas Mr. Lawrence (1983) cinta dirigida por Nagisa Ōshima interpretada por David Bowie y Ryūichi Sakamoto. Su interpretación del violento sargento Hara consiguió llamar la atención de la crítica europea y Kitano volvería a trabajar gratuitamente en la última cinta dirigida por Ōshima Gohatto (1999).

"El acceso a la comunicación, el saber lo que pasa en los otros lugares, puede ser magnífico pero internet también puede ser una vía de esclavización, de sometimiento a un nuevo tipo de colonialismo. El enriquecimiento de Japón ha ido parejo a la desaparición de su cultura tradicional. Hoy, en nuestro país, como en muchos otros, el dinero es el auténtico motor de la sociedad. No hay que olvidar que en Japón la democracia no es el resultado de una conquista popular sino de una imposición. Tenemos una cultura muy superficial de la libertad y de la igualdad. Buscamos aplastar a todo aquél que sale de la norma, negar lo que existe fuera de las reglas sociales."
Takeshi Kitano (Diario El País, 02-09-2005) 

También en la década de los 80 Kitano realizó varias apariciones, como invitado, en la empresa de lucha libre profesional NJPW, creando un grupo de luchadores llamado "Takeshi Puroresu Gundan" en el que se incluían personalidades como Riki Chōshū, Big Van Vader, Super Delfín o Gedo entre otros. Si bien inicialmente la idea de Kitano fue la de crear un grupo un tanto sui géneris de luchadores, con más intención de divertir y protagonizar escándalos que de competir profesionalmente, debido a una pelea real sucedida entre los mismos motivó la disolución del grupo a finales de 1987.

"Somos un país tan disciplinado que eso tiene que explotar por algún lado. Internet en Japón es el vehículo de una extraordinaria explosión de violencia y de todas las formas imaginables de sexualidad. Hay gente pidiendo ayuda para suicidarse y personas que se ofrecen para suicidar a quien haga falta de todas las maneras posibles".
Takeshi Kitano (Diario El País, 02-09-2005) 

En 1989 Kitano realiza su debut como director con Violent Cop (その男、凶暴につき) (Sono otoko, kyōbō ni tsuki) cinta en la que también ejerce como actor principal y como guionista una práctica que ha sido frecuente en sus proyectos cinematográficos propios. Si bien el plan inicial fue que la película fuera dirigida por Kinji Fukasaku una enfermedad le llevó a abandonar el proyecto que finalmente recayó en Kitano. Obtuvo muy buena taquilla en Japón y tres galardones entre los que se incluye el de actor más querido por el público en los premios de la Academia Japonesa de Cine.
Si bien el reconocimiento que recibe en el mundo crece, el público japonés le conoce principalmente como animador de televisión y comediante. Su interpretación de Zatōichi en la película homónima de 2003 ha sido, hasta el momento, su mayor éxito comercial en Japón. Dolls (2002), película que dirigió y en la que no participó como actor, se considera que es su obra maestra, tanto por el guion que él mismo escribió, como la puesta en escena y la fotografía hecha con una gran maestría en el tratamiento de los colores produciendo unos planos de excepcional belleza plástica.

"A decir verdad, mi intención es hacer otro tipo de cosas a partir de ahora. Estoy escribiendo una novela que es una historia de amor, y quizá la lleve al cine. Ahora bien, si vuelvo a hacer una de esas películas violentas no me lo tenga en cuenta. Son las únicas que me dan dinero."
Takeshi Kitano (El Periódico, 09-09-2017) 

## Estilo cinematográfico
La mayoría de las películas que Kitano ha dirigido son dramas acerca de mafiosos o la policía, caracterizadas por contar con un humor muy inexpresivo, casi estático. Comúnmente emplea largas tomas, donde parece que nada sucediera o la edición cuenta con cortes que saltan a las consecuencias de un suceso determinado. Muchas de sus películas expresan una filosofía sombría o nihilista, pero también cuentan con mucho humor y un gran cariño por los personajes. Paradójicamente, los largometrajes de Kitano parecen dejar impresiones controvertidas. Si bien superficialmente siguen la estructura de la comedia negra o del cine de yakuzas, enfatizan preguntas morales y entregan mucho material para la reflexión personal. 

"Cuando escribo un guion tengo toda la película en la cabeza, así que cuando empezamos a rodar simplemente lo hago. Me interesa más el proceso de montaje, así que tiendo a rodar con prisas. Tal vez no tengas siempre suficiente material, pero lo interesante es cómo juegas con él".
Takeshi Kitano (Fotogramas, 18-01-2022) 

## Filmografía

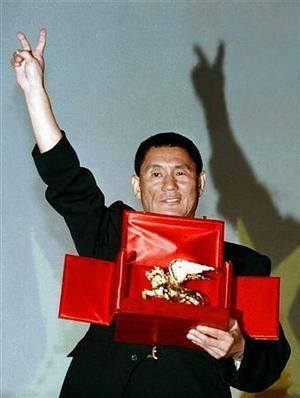
Takeshi Kitano recibiendo el León de Oro en 1997 por: Hana-Bi

### Director
- 1989: Violent Cop (その男、凶暴につき, Sono otoko, kyobo ni tsuki)
- 1990: Boiling Point (３－４Ｘ１０月, 3-4x jugatsu)
- 1991: A Scene at the Sea (あの夏、いちばん静かな海, Ano natsu, ichiban shizukana umi)
- 1993: Sonatine (ソナチネ, Sonatine)
- 1994: Getting Any? (みんな　やってるか！, Minnâ-yatteruka!)
- 1996: Kids Return (キッズ・リターン, Kizzu ritân)
- 1997: Hana-Bi (花火, Hana-bi)
- 1999: El verano de Kikujiro (菊次郎の夏, Kikujiro no natsu)
- 2000: Brother (ブラザー, Burazā)
- 2002: Dolls (ドールズ, Dōruzu)
- 2003: Zatōichi (座頭市, Zatōichi)
- 2005: Takeshis' (タケシズ, Takeshis')
- 2007: Glory to the Filmmaker! (監督ばんざい!, Kantoku Banzai!)
- 2007: Chacun son cinéma - One Fine Day (Subarashiki kyûjitsu)
- 2008: Achilles and the Tortoise (アキレスと亀, Akiresu to Kame)
- 2010: Outrage (アウトレイジ, Autoreiji)
- 2013: Outrage Beyond (アウトレイジ ビヨンド, Autoreiji Biyondo)
- 2015: Ryuzo and His Seven Henchmen (龍三と七人の子分たち, Ryūzō to Shichinin no Kobuntachi)
- 2017: Outrage Coda (アウトレイジ 最終章, Autoreiji Saishūshō)
- 2023: Kubi (首, Kubi)
- 2024: Broken Rage (ブロークン・レイジ, Broken Rage)

### Actor
- 1969: Go, Go Second Time Virgin (ゆけゆけ二度目の処女, Yuke yuke nidome no shojo), dirigida por Koji Wakamatsu.
- 1981: Dump Migratory Bird (ダンプ渡り鳥, Danpu Wataridori), dirigida por Ikuo Sekimoto.
- 1981: Manon (マノン), dirigida por Katsuhiro Maeda.
- 1981: Completely... With That Air! (すっかり・・・その気で!, Sukkari... sono ki de!), dirigida por Juichi Tanaka - primer papel principal.
- 1982: Secret of Summer (夏の秘密, Natsu no Himitsu)
- 1983: Merry Christmas Mr. Lawrence (戦場のメリークリスマス, Senjou no merī kurisumasu), dirigida por Nagisa Ōshima - coproducción japonesa/estadounidense rodada en Java.
- 1989: Violent Cop (その男、凶暴につき, Sono otoko, kyobo ni tsuki), dirigida por él mismo.
- 1990: Boiling Point (３－４Ｘ１０月, 3-4X jugatsu, lit.: San tai yon ekkusu jugatsu), dirigida por él mismo.
- 1993: Sonatine (ソナチネ, Sonatine), dirigida por él mismo.
- 1995: Getting Any? (みんな　やってるか！, Minnâ-yatteruka!), dirigida por él mismo.
- 1995: Johnny Mnemonic, dirigida por Robert Longo - una película de Hollywood rodada en Canadá. Adaptación del relato corto: Johnny Mnemonic de William Gibson.
- 1995: Gonin, dirigida por Takashi Ishii
- 1997: Hana-Bi (花火, Hana-bi), dirigida por él mismo.
- 1998: Tokyo Eyes, dirigida por Jean-Pierre Limosin - coproducción franco/japonesa rodada en Tokio.
- 1999: El verano de Kikujiro (菊次郎の夏, Kikujiro no natsu), dirigida por él mismo.
- 1999: Gohatto (御法度, Gohatto), dirigida por Nagisa Ōshima.
- 2000: Brother (ブラザー, Burazā), dirigida por él mismo - coproducción japonesa/estadounidense rodada en Los Ángeles y Tokio.
- 2000: Battle Royale (バトル・ロワイヤル, Batoru rowaiaru), dirigida por Kinji Fukasaku.
- 2001: Battle Royale: Edición Especial (バトル・ロワイヤル 特別篇, Batoru rowaiaru tokubetsu ami), dirigida por Kinji Fukasaku.
- 2003: Zatōichi (座頭市), dirigida por él mismo.
- 2003: Battle Royale 2: Réquiem (バトル・ロワイヤルII 鎮魂歌, Batoru rowaiaru II chinkon uta), dirigida por Kinji Fukasaku y Kenta Fukasaku.
- 2004: Izo, dirigida por Takashi Miike.
- 2004: Blood and Bones (血と骨, Chi to hone), dirigida por Yoichi Sai.
- 2005: Takeshis' (タケシズ, Takeshis'), dirigida por él mismo.
- 2007: Glory to the Filmmaker! (監督ばんざい!, Kantoku Banzai), dirigida por él mismo.
- 2008: Achilles and The Tortoise (アキレスと亀, Akiresu to kame), dirigida por él mismo.
- 2010: Outrage (アウトレイジ, Autoreiji), dirigida por él mismo.
- 2013: Outrage Beyond (アウトレイジ ビヨンド, Autoreiji Biyondo), dirigida por él mismo.
- 2017: Ghost in the Shell, dirigida por Rupert Sanders.
- 2017: Outrage Coda (アウトレイジ 最終章, Autoreiji Saishūshō), dirigida por él mismo.
- 2019: Idaten: Tokyo Olympics Story (いだてん〜東京オリムピック噺〜), serie dirigida por Katsurô Onoue, Masae Ichiki, Tsuyoshi Inoue, Takegorô Nishimura e Hitoshi Ône.
- 2019: Futatsu no Sokoku (二つの祖国, Futatsu no Sokoku), dirigida por Hideta Takahata.
- 2020: The Forgotten Army - Azaadi ke liye, dirigida por Kabir Khan y Anil Senior.
- 2023: Kubi (首, Kubi), dirigida por él mismo.
- 2024: Broken Rage (ブロークン・レイジ, Broken Rage), dirigida por él mismo.

### Actor de doblaje
- 1980: Makoto (まことちゃん, Makotochan), dirigida por Toyota Fujioka.

## Premios y nominaciones
Premios de la Academia Japonesa
| Año  | Categoría              | Película                    | Resultado |
| ---- | ---------------------- | --------------------------- | --------- |
| 1984 | Mejor actor de reparto | Feliz Navidad, Mr. Lawrence | Nominado  |
| 1985 | Actor más popular      | Kanashii kibun de joke      | Ganador   |
| 1985 | Mejor actor de reparto | Kanashii kibun de joke      | Nominado  |
| 1989 | Actor más popular      | Violent Cop                 | Ganador   |
| 1989 | Mejor actor            | Violent Cop                 | Nominado  |
| 1991 | Mejor director         | Escena frente al mar        | Nominado  |
| 1991 | Mejor guion            | Escena frente al mar        | Nominado  |
| 1991 | Mejor montaje          | Escena frente al mar        | Nominado  |
| 1997 | Mejor director         | Hana-Bi (Flores de Fuego)   | Nominado  |
| 1997 | Mejor guion            | Hana-Bi (Flores de Fuego)   | Nominado  |
| 1997 | Mejor montaje          | Hana-Bi (Flores de Fuego)   | Nominado  |
| 1997 | Mejor actor            | Hana-Bi (Flores de Fuego)   | Nominado  |
| 2003 | Mejor montaje          | Zatoichi                    | Ganador   |

Festival Internacional de Cine de Venecia
| Año  | Categoría                           | Película                  | Resultado |
| ---- | ----------------------------------- | ------------------------- | --------- |
| 1997 | León de Oro                         | Hana-Bi (Flores de Fuego) | Ganador   |
| 2003 | León de Plata a la mejor dirección  | Zatōichi                  | Ganador   |
| 2003 | Future Film Festival Digital Award  | Zatōichi                  | Ganador   |
| 2003 | Premio abierto                      | Zatōichi                  | Ganador   |
| 2003 | Premio de la audiencia              | Zatōichi                  | Ganador   |
| 2008 | Premio Bastone Bianco (Filmcritica) | Aquiles y la tortuga      | Ganador   |

## Literatura
Además de ser un destacado cineasta, Kitano también ha incursionado con éxito en el mundo de la letras. Ganó fama inicialmente por sus columnas en revistas y sus libros de memorias, y a partir de ahí ha explorado los géneros de la novela, poesía, cuento, etc. Escribiendo tanto con su nombre de nacimiento como con su seudónimo, Kitano ha escrito más de 50 libros, entre los que se encuentran novelas, antologías de cuento, compilaciones de sus columnas, poemarios, libros de fotografía, comedia, diálogos, entrevistas y un largo etcétera.
Debido a su ocupada agenda, ha mencionado que suele dictar la mayoría del tiempo sus columnas y libros, posteriormente paga a alguien más para transcribir.

### Obra
A continuación una breve selección de sus trabajos más importantes en japonés.

#### Firmados como Takeshi Kitano
- Gozen 3-ji 25-bu (午前3時25分) (1983)
- Takeshi-kun, hai! (たけしくん、ハイ！) (1984)
- Zen shikō (全思考) (2007)
- Kitano takeshi dai ichi tanpen-shū jun, bungaku (北野武第一短篇集 純、文学) (2019)

#### Firmados como Beat Takeshi
- Takeshi! Ore no dokugasu hansei-ki (たけし！ オレの毒ガス半生記) (1981)
- KID RETURN (1986)
- Shōnen (少年) (1987) (trad. al español como Niño)
- Asakusa kiddo (浅草キッド) (1988)

### Traducciones al español
- Niño (Elefanta, 2013) (Traducción del japonés por Yoko Ogihara y Fernando Cordobés)[28]